# Drømmehuset
Drømmehuset er en svensk komediefilm fra 1993 instrueret af Peter Dalle. Filmen har blandt andre Björn Skifs, Suzanne Reuter, Pierre Lindstedt og Lena Nyman i hovedrollerne.

## Handling
Göran køber et hus på auktion. Optimistisk og fuld af energi sætter han i gang med renovering af det gamle træhus. Det viser sig imidlertid hurtigt, at der skjuler sig en dødbringende hemmelighed.

## Medvirkende
- Björn Skifs som Göran Carlgren
- Suzanne Reuter som Tina Carlgren
- Pierre Lindstedt som Ernst
- Lena Nyman som Susanna Björkman
- Jan Malmsjö som majoren
- Gunnel Fred som Karin Fornstam
- Peter Dalle som Thomas
- Johan Ulveson som Fille
- Claes Månsson som Mats
- Pontus Gustafsson som Robert
- Anders Ekborg som blikkenslageren
- Johan Rabaeus som Martin
- Robert Gustafsson som Fredrik
- Hans Alfredson som sig selv
- Tommy Körberg som sig selv
- Anders Parmström som sig selv
- Gunvor Pontén som papegøjen (stemme)